# آدری اسپارزا
آدری اسپارزا (انگلیسی: Audrey Esparza؛ زادهٔ ۴ مارس ۱۹۸۶) بازیگر اهل ایالات متحده آمریکا است. وی از سال ۲۰۱۱ میلادی تاکنون مشغول فعالیت بوده‌است.
از فیلم‌ها یا برنامه‌های تلویزیونی که وی در آن نقش داشته‌است می‌توان به نقطه کور اشاره کرد.